# Amphipoea grisea-flavo
Amphipoea grisea-flavo är en fjärilsart som beskrevs av Tutt. Amphipoea grisea-flavo ingår i släktet Amphipoea och familjen nattflyn. Inga underarter finns listade i Catalogue of Life.